# 平田二郎

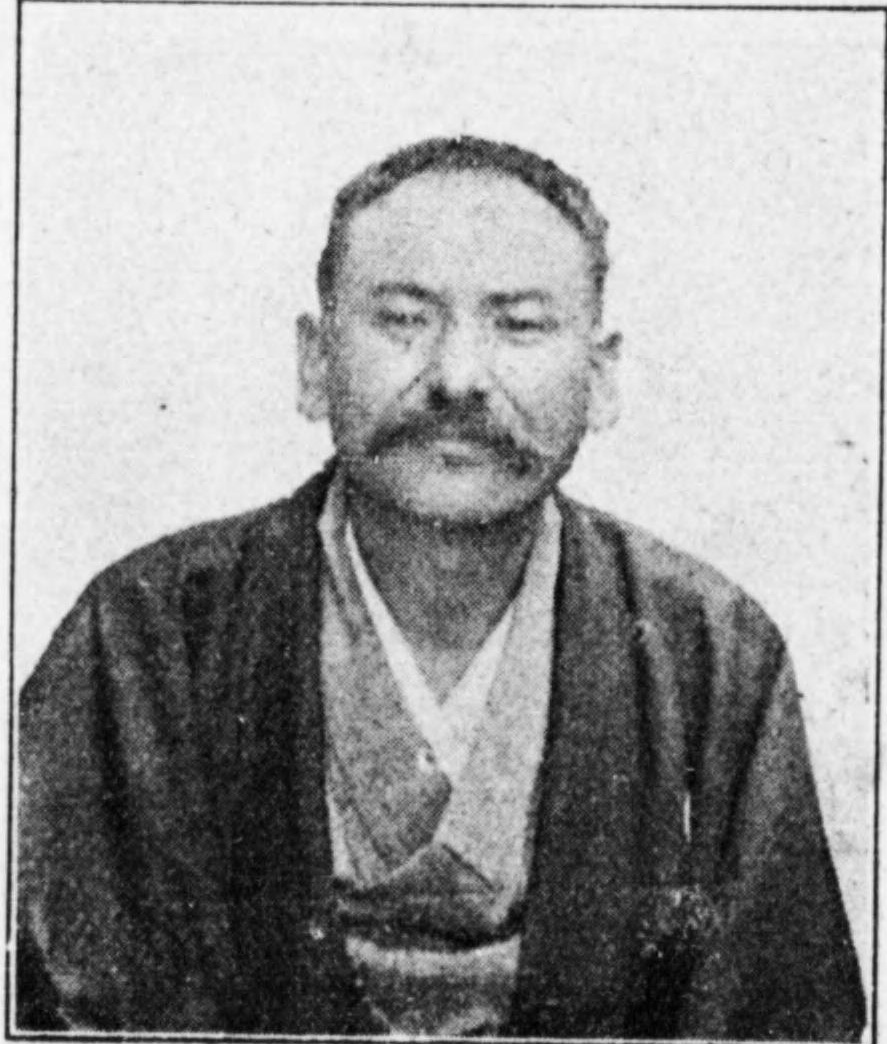
平田二郎

平田 二郎（ひらた じろう、1857年4月24日（安政4年4月1日）- 1910年（明治43年）3月31日）は、明治期の政治家、銀行家。衆議院議員、鹿児島県会議長。

## 経歴
大隅国囎唹郡国分郷（鹿児島県西囎唹郡国分村、姶良郡国分村、国分町、国分市を経て現霧島市）で、平田祐拙、みよ の長男として生まれる。
折田兼至、長谷場純孝らと共に自由民権運動に参加した。1882年（明治15年）九州改進党の結成に加わり、その後、鹿児島同志会が組織され委員となった。国分村会議員に就任。1886年（明治19年）10月、鹿児島県会議員に選出された。同常置委員となり、1892年（明治25年）3月に副議長、1898年（明治31年）11月に第11代県会議長に就任。加納久宜鹿児島県知事の政策に協力して、鹿児島県農会の設立、県立農事試験場の創設などを推進した。
1902年（明治35年）8月、第7回衆議院議員総選挙（鹿児島県郡部）で初当選し、次の第8回総選挙でも再選され、衆議院議員に連続2期在任した。
また、農業振興に尽力し、1898年（明治31年）5月、鹿児島県農工銀行設立の際に取締役となり、その後、副頭取に就任した。

## 国政選挙歴
- 第5回衆議院議員総選挙（鹿児島県第5区、1898年3月、立憲自由党）落選[7]
- 第7回衆議院議員総選挙（鹿児島県郡部、1902年8月、立憲政友会）当選[6]
- 第8回衆議院議員総選挙（鹿児島県郡部、1903年3月、立憲政友会）当選[6]